# Versterkte wijn
Versterkte wijn is wijn die met alcohol, vaak uit dezelfde wijn gedestilleerd, wordt versterkt. Vroeger wist men al dat een hoger alcoholpercentage de houdbaarheid verbeterde. Ook overleefde de wijn beter het vervoer over lange afstanden, bijvoorbeeld per schip. Het versterken van wijn wordt in veel landen toegepast. Alcoholpercentages liggen bij deze wijnen boven de 15%. Zij zijn niet altijd zoet. Het is ook mogelijk alle suiker in de most te laten vergisten voordat er wijnalcohol aan toegevoegd wordt. Bijvoorbeeld bij sherry of bepaalde madeira’s. Versterkte wijn kan zowel wit als rood zijn. Ook versterkte rosé komt voor.
Voor de Tweede Wereldoorlog dronk men deze wijnen als morgenwijn, nu zijn het vaak zoete wijnen voor bij een nagerecht of het natafelen. De droge varianten worden ook wel als aperitief gedronken.

## Frankrijk
De oorsprong van versterkte wijnen ligt in Roussillon. De Tempeliers hielden zich hier in de 13e eeuw al mee bezig. De Aragonees Arnaldus de Villa Nova, de ontdekker van de zuivere alcohol, schreef er destijds over in zijn Liber de Vinis (wijnboek). Er zijn veel variaties van versterkte wijnen. In Frankrijk kent men een productieverschil tussen vin doux naturel (VDN) en vin de liqueur (VDL).

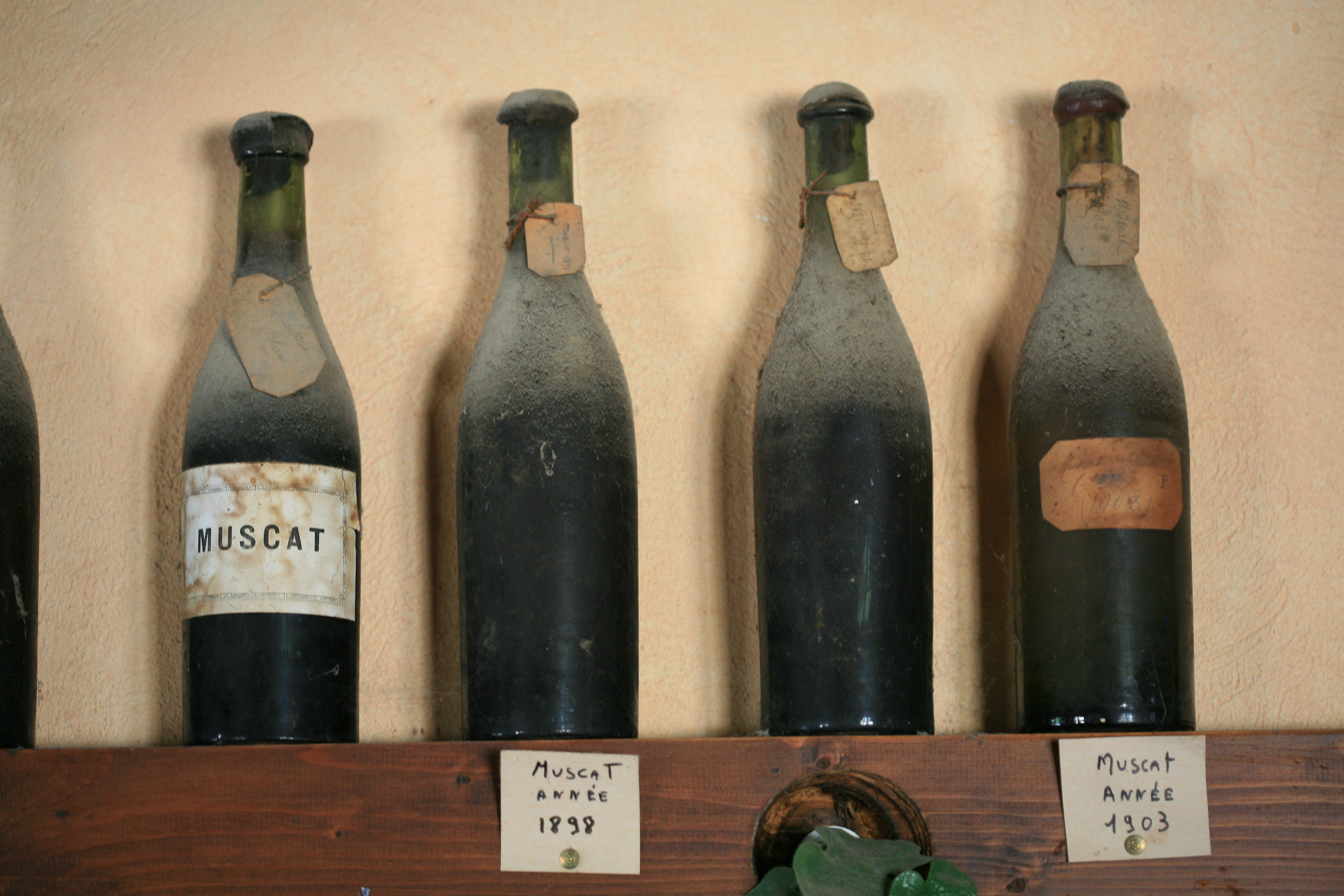
Zeer oude Muscat Beaumes-de-Venise

### Vin Doux Naturel (VDN)
De toevoeging van wijnalcohol stopt de natuurlijke gisting waardoor de wijn restsuikers bevat en zoet blijft. Dit proces noemt men mutage. In potentie moet de most een wijn van minimaal 12% alcohol kunnen leveren. Omdat alleen wijnalcohol van dezelfde wijn gebruikt mag worden en geen andere toevoegingen, staat de N voor Naturel. Het is een wettelijk beschermde benaming.
Franse VDN-wijnen zijn onder andere:
- Beaumes-de-Venise
- Muscat de Rivesaltes
- Banyuls
- Maury

### Vin De Liqueur (VDL)
Bij VDL-wijn (Nederlands: Likeurwijn) wordt er geen wijnalcohol toegevoegd maar een lokaal destillaat. Deze wordt nog vóór het gistingsproces toegevoegd. De gisting is dan nog niet gestart. Strikt genomen is het dan ook geen versterkte "wijn". Het potentieel alcoholgehalte van die most hoeft meestal maar 10% te zijn. Het is voldoende als de wijnalcohol uit dezelfde streek komt.
Franse VDL-wijnen zijn onder andere:
- Floc de Gascogne – toevoeging van armagnac.
- Macvin du Jura – toevoeging van marc (Marc du Jura).
- Pineau des Charentes – toevoeging van cognac.
- Ratafia  - toevoeging van  Marc de Champagne  bijvoorbeeld.

## Versterkte wijn uit andere landen

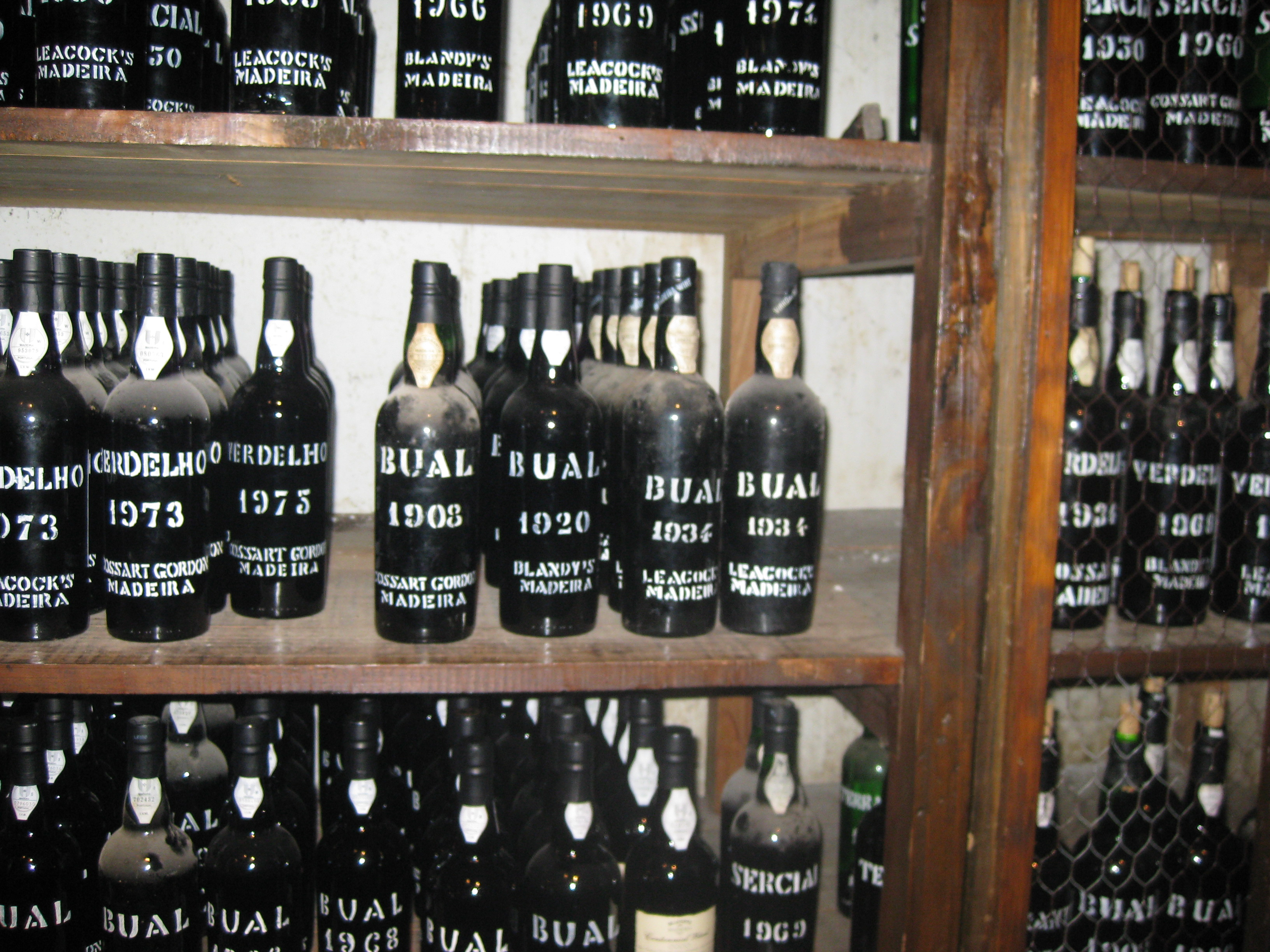
Madeirawinkel op Madeira

Naar de Franse VDN-wijn methode zijn dit bijvoorbeeld:
Portugal
- Port
- Madeira

Spanje
- Sherry
- Pedro Ximénez

Italië
- Marsala

Griekenland
- Mavrodafni